# Wereldkampioenschappen schaatsen sprint vrouwen
De Internationale Schaatsunie (ISU, International Skating Union) organiseert sinds 1970 de wereldkampioenschappen schaatsen sprint voor mannen en vrouwen. De eerste twee jaren waren een test voor de ISU en had het kampioenschap ISU sprint kampioenschap als naam. Vanaf 1972 werd de titelstrijd Wereldkampioenschap sprint genoemd. De edities 1970 en 1971 werden achteraf wel als officiële wereldkampioenschappen sprint gekwalificeerd.

## Algemeen
Tijdens een sprintkampioenschap worden er vier afstanden gereden, tweemaal een 500 meter en tweemaal een 1000 meter. De schaatsster met de minste totaalpunten is de winnaar van het kampioenschap. Tot en met 1986 gold de regel dat diegene die drie van de vier afstanden wist te winnen de wereldkampioen was. Eenmaal werd een schaatsster kampioen op basis van deze regel. In 1985 viel Christa Rothenburger op de derde afstand, maar ze won de overige drie afstanden met ruime voorsprong. Na een sportieve wanvertoning van Rolf Falk-Larssen tijdens het wereldkampioenschap allround in 1983 is deze drie-uit-vier-regel in de zomer van 1986 geschrapt uit de reglementen en wordt een schaatsster alleen nog maar winnaar worden met de minste totaalpunten.

## Medaillewinnaars klassement
| Jaar                                                                                             | Plaats         | Goud                      | Zilver                          | Brons                       |
| ISU kampioenschap sprint                                                                         |                |                           |                                 |                             |
| Wereldkampioen: winnaar van drie van de vier afstanden, anders degene met de minste totaalpunten |                |                           |                                 |                             |
| 1970                                                                                             | West Allis     | Ljoedmila Titova          | Nina Statkevitsj                | Atje Keulen-Deelstra        |
| 1971                                                                                             | Inzell         | Ruth Schleiermacher       | Anne Henning                    | Dianne Holum                |
| ISU Wereldkampioenschap sprint                                                                   |                |                           |                                 |                             |
| 1972                                                                                             | Eskilstuna     | Monika Pflug              | Dianne Holum                    | Ljoedmila Titova            |
| 1973                                                                                             | Oslo           | Sheila Young              | Atje Keulen-Deelstra            | Monika Pflug                |
| 1974                                                                                             | Innsbruck      | Leah Poulos               | Atje Keulen-Deelstra            | Monika Pflug                |
| 1975                                                                                             | Göteborg       | Sheila Young              | Heike Lange                     | Cathy Priestner             |
| 1976                                                                                             | Berlijn        | Sheila Young              | Leah Poulos                     | Sylvia Burka                |
| 1977                                                                                             | Alkmaar        | Sylvia Burka              | Leah Poulos                     | Haitske Pijlman             |
| 1978                                                                                             | Lake Placid    | Ljoebov Sadtsjikova       | Beth Heiden                     | Erwina Rys-Ferens           |
| 1979                                                                                             | Inzell         | Leah Poulos-Mueller       | Beth Heiden                     | Christa Rothenburger        |
| 1980                                                                                             | West Allis     | Karin Enke                | Leah Poulos-Mueller             | Beth Heiden                 |
| 1981                                                                                             | Grenoble       | Karin Enke                | Tatjana Tarasova                | Natalja Petroeseva          |
| 1982                                                                                             | Alkmaar        | Natalja Petroeseva        | Karin Busch-Enke                | Monika Holzner-Pflug        |
| 1983                                                                                             | Helsinki       | Karin Enke                | Natalja Petroeseva              | Christa Rothenburger        |
| 1984                                                                                             | Trondheim      | Karin Enke                | Valentina Lalenkova-Golovenkina | Natalja Glebova             |
| 1985                                                                                             | Heerenveen     | Christa Rothenburger      | Angela Stahnke                  | Erwina Rys-Ferens           |
| 1986                                                                                             | Karuizawa      | Karin Kania-Enke          | Christa Rothenburger            | Bonnie Blair                |
| Wereldkampioen: degene met de minste totaalpunten                                                |                |                           |                                 |                             |
| 1987                                                                                             | Sainte Foy     | Karin Kania-Enke          | Bonnie Blair                    | Christa Rothenburger        |
| 1988                                                                                             | West Allis     | Christa Rothenburger      | Karin Kania-Enke                | Bonnie Blair                |
| 1989                                                                                             | Heerenveen     | Bonnie Blair              | Christa Luding-Rothenburger     | Seiko Hashimoto             |
| 1990                                                                                             | Tromsø         | Angela Hauck-Stahnke      | Bonnie Blair                    | Christine Aaftink           |
| 1991                                                                                             | Inzell         | Monique Garbrecht         | Ye Qiaobo                       | Christine Aaftink           |
| 1992                                                                                             | Oslo           | Ye Qiaobo                 | Bonnie Blair                    | Christa Luding-Rothenburger |
| 1993                                                                                             | Ikaho          | Ye Qiaobo                 | Bonnie Blair                    | Oksana Ravilova             |
| 1994                                                                                             | Calgary        | Bonnie Blair              | Angela Hauck-Stahnke            | Xue Ruihong                 |
| 1995                                                                                             | Milwaukee      | Bonnie Blair              | Oksana Ravilova                 | Franziska Schenk            |
| 1996                                                                                             | Heerenveen     | Chris Witty               | Edel Therese Høiseth            | Franziska Schenk            |
| 1997                                                                                             | Hamar          | Franziska Schenk          | Xue Ruihong                     | Chris Witty                 |
| 1998                                                                                             | Berlijn        | Catriona LeMay-Doan       | Sabine Völker                   | Chris Witty                 |
| 1999                                                                                             | Calgary        | Monique Garbrecht         | Catriona LeMay-Doan             | Sabine Völker               |
| 2000                                                                                             | Seoel          | Monique Garbrecht         | Chris Witty                     | Marianne Timmer             |
| 2001                                                                                             | Inzell         | Monique Enfeldt-Garbrecht | Eriko Sanmiya                   | Catriona LeMay-Doan         |
| 2002                                                                                             | Hamar          | Catriona LeMay-Doan       | Andrea Nuyt                     | Anzjelika Kotjoega          |
| 2003                                                                                             | Calgary        | Monique Enfeldt-Garbrecht | Cindy Klassen                   | Shihomi Shinya              |
| 2004                                                                                             | Nagano         | Marianne Timmer           | Anni Friesinger                 | Jennifer Rodriguez          |
| 2005                                                                                             | Salt Lake City | Jennifer Rodriguez        | Anzjelika Kotjoega              | Sabine Völker               |
| 2006                                                                                             | Heerenveen     | Svetlana Zjoerova         | Wang Manli                      | Chiara Simionato            |
| 2007                                                                                             | Hamar          | Anni Friesinger           | Ireen Wüst                      | Cindy Klassen               |
| 2008                                                                                             | Heerenveen     | Jenny Wolf                | Anni Friesinger                 | Annette Gerritsen           |
| 2009                                                                                             | Moskou         | Wang Beixing              | Jenny Wolf                      | Yu Jing                     |
| 2010                                                                                             | Obihiro        | Lee Sang-hwa              | Sayuri Yoshii                   | Jenny Wolf                  |
| 2011                                                                                             | Heerenveen     | Christine Nesbitt         | Annette Gerritsen               | Margot Boer                 |
| 2012                                                                                             | Calgary        | Yu Jing                   | Christine Nesbitt               | Zhang Hong                  |
| 2013                                                                                             | Salt Lake City | Heather Richardson        | Yu Jing                         | Lee Sang-hwa                |
| 2014                                                                                             | Nagano         | Yu Jing                   | Zhang Hong                      | Heather Richardson          |
| 2015                                                                                             | Astana         | Brittany Bowe             | Heather Richardson              | Karolína Erbanová           |
| 2016                                                                                             | Seoel          | Brittany Bowe             | Heather Richardson-Bergsma      | Jorien ter Mors             |
| 2017                                                                                             | Calgary        | Nao Kodaira               | Heather Richardson-Bergsma      | Jorien ter Mors             |
| 2018                                                                                             | Changchun      | Jorien ter Mors           | Brittany Bowe                   | Olga Fatkoelina             |
| 2019                                                                                             | Heerenveen     | Nao Kodaira               | Miho Takagi                     | Brittany Bowe               |
| 2020                                                                                             | Hamar          | Miho Takagi               | Nao Kodaira                     | Olga Fatkoelina             |
| 2022                                                                                             | Hamar          | Jutta Leerdam             | Femke Kok                       | Vanessa Herzog              |
| 2024                                                                                             | Inzell         | Miho Takagi               | Femke Kok                       | Jutta Leerdam               |

## Medailleverdeling

### Eindklassement per land
Bijgewerkt tot en met de WK sprint van 2024
| Plaats | Land                           | Goud | Zilver | Brons | Totaal |
| 1      | Verenigde Staten               | 13   | 16     | 9     | 38     |
| 2      | Duitse Democratische Republiek | 10   | 6      | 3     | 19     |
| 3      | Duitsland                      | 8    | 5      | 6     | 19     |
| 4      | China                          | 5    | 5      | 3     | 13     |
| 5      | Japan                          | 4    | 4      | 2     | 10     |
| 6      | Canada                         | 4    | 3      | 4     | 11     |
| 7      | Nederland                      | 3    | 7      | 10    | 20     |
| 8      | Sovjet-Unie                    | 3    | 4      | 3     | 10     |
| 9      | Rusland                        | 1    | 1      | 3     | 5      |
| 10     | West-Duitsland                 | 1    | 0      | 3     | 4      |
| 11     | Zuid-Korea                     | 1    | 0      | 1     | 2      |
| 12     | Wit-Rusland                    | 0    | 1      | 1     | 2      |
| 13     | Noorwegen                      | 0    | 1      | 0     | 1      |
| 14     | Polen                          | 0    | 0      | 2     | 2      |
| 15     | Oostenrijk                     | 0    | 0      | 1     | 1      |
| 15     | Italië                         | 0    | 0      | 1     | 1      |
| 15     | Tsjechië                       | 0    | 0      | 1     | 1      |
| Totaal | Totaal                         | 52   | 52     | 52    | 156    |

### Eindklassement individueel
Bijgewerkt tot en met de WK sprint van 2024
(minimaal 2x wereldkampioen)
| #  | Naam                   | Goud | Zilver | Brons | Totaal |
| -- | ---------------------- | ---- | ------ | ----- | ------ |
| 1  | Karin Enke             | 6    | 2      | 0     | 8      |
| 2  | Monique Garbrecht      | 5    | 0      | 0     | 5      |
| 3  | Bonnie Blair           | 3    | 4      | 2     | 9      |
| 4  | Sheila Young           | 3    | 0      | 0     | 3      |
| 5  | Leah Poulos            | 2    | 3      | 0     | 5      |
| 6  | / Christa Rothenburger | 2    | 2      | 4     | 8      |
| 7  | Brittany Bowe          | 2    | 1      | 1     | 4      |
| 7  | Catriona LeMay-Doan    | 2    | 1      | 1     | 4      |
| 7  | Yu Jing                | 2    | 1      | 1     | 4      |
| 10 | Nao Kodaira            | 2    | 1      | 0     | 3      |
| 10 | Ye Qiaobo              | 2    | 1      | 0     | 3      |
| 10 | Miho Takagi            | 2    | 1      | 0     | 3      |

### Afstandmedailles
Bijgewerkt tot en met de WK sprint van 2024
(met tenmiste 7x afstandsoverwinning)
| #  | Naam                   | Goud | Zilver | Brons | Totaal |
| -- | ---------------------- | ---- | ------ | ----- | ------ |
| 1  | Karin Enke             | 17   | 9      | 5     | 31     |
| 2  | Bonnie Blair           | 15   | 7      | 6     | 28     |
| 3  | Sheila Young           | 14   | 1      | 1     | 16     |
| 4  | Monique Garbrecht      | 11   | 3      | 6     | 20     |
| 5  | Jenny Wolf             | 10   | 2      | 0     | 12     |
| 6  | Catriona LeMay-Doan    | 9    | 4      | 4     | 17     |
| 7  | Nao Kodaira            | 8    | 2      | 5     | 15     |
| 8  | / Christa Rothenburger | 7    | 13     | 6     | 26     |
| 9  | Brittany Bowe          | 7    | 5      | 2     | 14     |
| 10 | Natalja Petroeseva     | 7    | 2      | 2     | 11     |

## Statistieken

### Jongste kampioen
| # | Naam         | Land                           | Leeftijd (dagen)   | Jaar |
| - | ------------ | ------------------------------ | ------------------ | ---- |
| 1 | Monika Pflug | Bondsrepubliek Duitsland       | 6.572 d = 17j 363d | 1972 |
| 2 | Karin Enke   | Duitse Democratische Republiek | 6.809 d = 18j 236d | 1980 |
| 3 | Karin Enke   | Duitse Democratische Republiek | 7.187 d = 19j 248d | 1981 |
| 4 | Chris Witty  | Verenigde Staten               | 7.545 d = 20j 241d | 1996 |
| 5 | Sang-hwa Lee | Zuid-Korea                     | 7.631 d = 20j 326d | 2010 |

(Bijgewerkt tot en met de WK sprint van 2024)

### Oudste kampioen
| # | Naam                      | Land      | Leeftijd (dagen)    | Jaar |
| - | ------------------------- | --------- | ------------------- | ---- |
| 1 | Monique Garbrecht-Enfeldt | Duitsland | 12.457 d = 34j 39d  | 2003 |
| 2 | Svetlana Zjoerova         | Rusland   | 12.434 d = 34j 15d  | 2006 |
| 3 | Nao Kodaira               | Japan     | 11.962 d = 32j 277d | 2019 |
| 4 | Monique Garbrecht-Enfeldt | Duitsland | 11.729 d = 32j 41d  | 2001 |
| 5 | Monique Garbrecht         | Duitsland | 11.400 d = 31j 78d  | 2000 |

(Bijgewerkt tot en met de WK sprint van 2024)

### Kleinste verschil tussen nr.1 en nr.2
| # | Verschil | Jaar | Schaatser #1      | Schaatser #1                   | Tijd #1 | Schaatser #2         | Schaatser #2 | Tijd #2 |
| - | -------- | ---- | ----------------- | ------------------------------ | ------- | -------------------- | ------------ | ------- |
| 1 | 0,020    | 2012 | Jing Yu           | China                          | 148,610 | Christine Nesbitt    | Canada       | 148,630 |
| 2 | 0,035    | 1999 | Monique Garbrecht | Duitsland                      | 151,605 | Catriona Le May Doan | Canada       | 151,640 |
| 3 | 0,080    | 2022 | Jutta Leerdam     | Nederland                      | 151,140 | Femke Kok            | Nederland    | 151,220 |
| 4 | 0,145    | 1981 | Karin Enke        | Duitse Democratische Republiek | 168,640 | Tatjana Tarasova     | Sovjet-Unie  | 168,785 |
|   | 0,145    | 2004 | Marianne Timmer   | Nederland                      | 155,255 | Anni Friesinger      | Duitsland    | 155,400 |

(Bijgewerkt tot en met de WK sprint van 2024)

### Grootste verschil tussen nr.1 en nr.2
| # | Verschil | Jaar | Schaatser #1         | Schaatser #1                   | Tijd #1 | Schaatser #2         | Schaatser #2                   | Tijd #2 |
| - | -------- | ---- | -------------------- | ------------------------------ | ------- | -------------------- | ------------------------------ | ------- |
| 1 | 3,565    | 1985 | Christa Rothenburger | Duitse Democratische Republiek | 170,880 | Angela Stahnke       | Duitse Democratische Republiek | 167,315 |
| 2 | 3,465    | 1980 | Karin Enke           | Duitse Democratische Republiek | 171,120 | Leah Poulos-Mueller  | Verenigde Staten               | 174,585 |
| 3 | 2,880    | 1973 | Sheila Young         | Verenigde Staten               | 177,515 | Atje Keulen-Deelstra | Nederland                      | 180,395 |
| 4 | 2,785    | 1975 | Sheila Young         | Verenigde Staten               | 178,045 | Heike Lange          | Duitse Democratische Republiek | 180,830 |
| 5 | 2,675    | 1995 | Bonnie Blair         | Verenigde Staten               | 158,145 | Oksana Ravilova      | Rusland                        | 160,820 |

(Bijgewerkt tot en met de WK sprint van 2024)

### Meeste deelnames
| # | Naam                      | Land                     | Totaal | Periode   |
| - | ------------------------- | ------------------------ | ------ | --------- |
| 1 | Edel Therese Høiseth      | Noorwegen                | 19     | 1984-2002 |
| 2 | Monique Garbrecht-Enfeldt | Duitsland                | 16     | 1989-2005 |
| 3 | Emese Hunyady             | Oostenrijk               | 15     | 1982-2001 |
| 3 | Monika Gawenus-Pflug      | Bondsrepubliek Duitsland | 15     | 1971-1988 |
| 5 | Tomomi Okazaki            | Japan                    | 14     | 1995-2010 |
| 5 | Jenny Wolf                | Duitsland                | 14     | 2000-2013 |
| 5 | Svetlana Zjoerova         | Rusland                  | 14     | 1991-2006 |

(Bijgewerkt tot en met de WK sprint van 2024)

### Jongste deelneemsters
| # | Naam            | Land             | Leeftijd          | Jaar |
| - | --------------- | ---------------- | ----------------- | ---- |
| 1 | Cathy Priestner | Canada           | 13 jaar 273 dagen | 1970 |
| 2 | Judy Dietiker   | Canada           | 13 jaar 356 dagen | 1970 |
| 3 | Anne Henning    | Verenigde Staten | 14 jaar 172 dagen | 1970 |
| 4 | Krisztina Egyed | Hongarije        | 14 jaar 184 dagen | 1991 |
| 5 | Marzia Peretti  | Italië           | 14 jaar 238 dagen | 1980 |

(Bijgewerkt tot en met de WK sprint van 2024)

### Oudste deelneemsters
| # | Naam                      | Land             | Leeftijd          | Jaar |
| - | ------------------------- | ---------------- | ----------------- | ---- |
| 1 | Jeanne Omelenchuk         | Verenigde Staten | 38 jaar 343 dagen | 1970 |
| 2 | Tomomi Okazaki            | Japan            | 38 jaar 141 dagen | 2010 |
| 3 | Tomomi Okazaki            | Japan            | 37 jaar 142 dagen | 2009 |
| 4 | Maki Tsuji                | Japan            | 36 jaar 310 dag   | 2022 |
| 5 | Monique Garbrecht-Enfeldt | Duitsland        | 36 jaar 51 dagen  | 2005 |

(Bijgewerkt tot en met de WK sprint van 2024)

## Kampioenschapsrecords
| Afstand        | Schaatser       | Land             | Tijd    | Datum               | Baan    |
| -------------- | --------------- | ---------------- | ------- | ------------------- | ------- |
| 500 meter      | Nao Kodaira     | Japan            | 36,75   | 25 februari 2017    | Calgary |
| 1000 meter     | Heather Bergsma | Verenigde Staten | 1.12,28 | 26 februari 2017    | Calgary |
| Sprintvierkamp | Nao Kodaira     | Japan            | 146,390 | 25/26 februari 2017 | Calgary |

(Bijgewerkt tot en met de WK sprint van 2024)
Alpineskiën ·
Biatlon ·
Bobsleeën ·
Curling (mannen/vrouwen/gemengd/gemengddubbel) ·
Freestyleskiën ·
IJshockey ·
Kunstschaatsen ·
Langlaufen ·
Noordse combinatie ·
Rodelen ·
Schaatsen (allround mannen/allround vrouwen/sprint mannen/sprint vrouwen/afstanden mannen/afstanden vrouwen) ·
Schansspringen ·
Shorttrack ·
Skeleton ·
Snowboarden